# Plattnerita
La plattnerita és un mineral de la classe dels òxids que rep el seu nom de l'alemany K. F. Plattner (1800-1858).

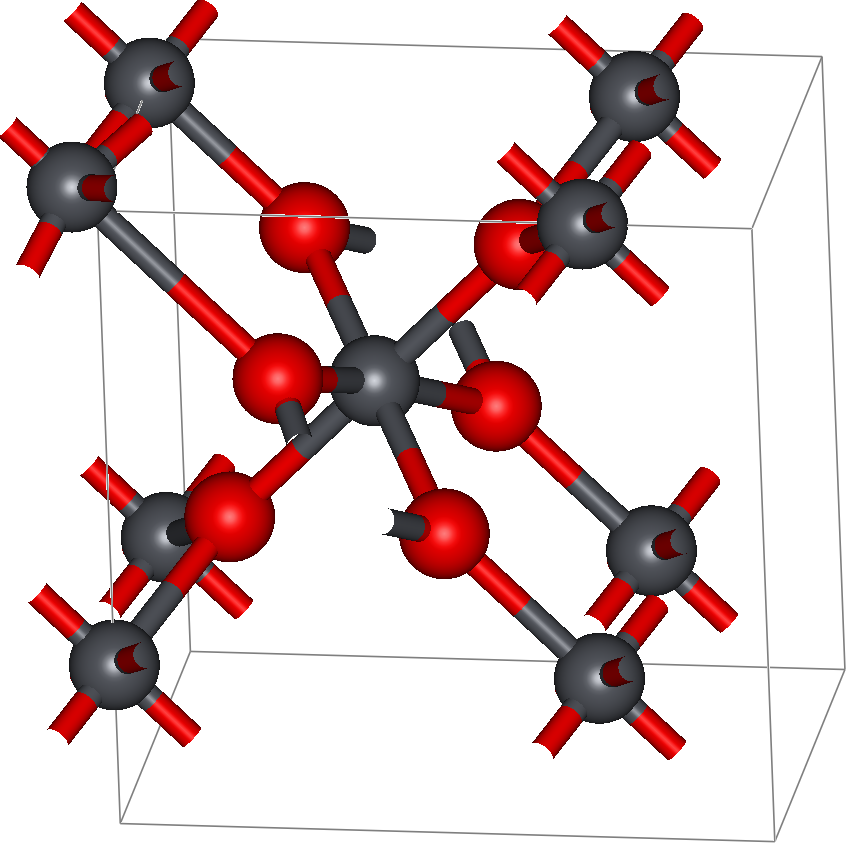
Estructura cristal·lina de la plattnerita

Segons la classificació de Nickel-Strunz pertany a «04.DB - Metall:Oxigen = 1:2 i similars, amb cations de mida mitjana; cadenes que comparteixen costats d'octàedres» juntament amb els següents minerals: argutita, cassiterita, pirolusita, rútil, tripuhyita, tugarinovita, varlamoffita, byströmita, tapiolita-(Fe), tapiolita-(Mn), ordoñezita, akhtenskita, nsutita, paramontroseïta, ramsdel·lita, scrutinyita, ishikawaïta, ixiolita, samarskita-(Y), srilankita, itriocolumbita-(Y), calciosamarskita, samarskita-(Yb), ferberita, hübnerita, sanmartinita, krasnoselskita, heftetjernita, huanzalaïta, columbita-(Fe), tantalita-(Fe), columbita-(Mn), tantalita-(Mn), columbita-(Mg), qitianlingita, magnocolumbita, tantalita-(Mg), ferrowodginita, litiotantita, litiowodginita, titanowodginita, wodginita, ferrotitanowodginita, wolframowodginita, tivanita, carmichaelita, alumotantita i biehlita.
Va ser descoberta a Leadhills, a South Lanarkshire, un dels 32 consells unitaris en què està dividida administrativament Escòcia. Als territoris de parla catalana ha estat descrita a la mina La Cresta, situada a la localitat de Bellmunt del Priorat (Priorat).